# Hutseo
Hutseo (Hut Seo) ist eine osttimoresische Aldeia im Suco Leolima (Verwaltungsamt Hato-Udo, Gemeinde Ainaro). 2015 lebten in der Aldeia 730 Menschen.

## Geographie und Einrichtungen
Die Aldeia Hutseo bildet den Süden von Leolima. Nördlich befinden sich die Aldeias Lesse, Aimerleu, Dausur, Luro und Groto und nordöstlich die Aldeias Rae-Soro und Nuno-Boco. Im Osten grenzt Hutseo an den Suco Foho-Ai-Lico, im Nordwesten an den Suco Suro-Craic (Verwaltungsamt Ainaro) und im Südwesten an den Suco Raimea (Verwaltungsamt Zumalai, Gemeinde Cova Lima). Im Süden liegt die Timorsee. In sie mündet der Fluss Belulik, der im südlichen Teil die Grenze zu Raimea bildet. Weiter nördlich reicht Hutseo als einzige Aldeia Leolimas über den Fluss. Mehrere kleine Seen werden durch den Fluss gespeist, darunter der Oebaba. Mit Luro teilt sich Hutseo den See Lebomulua.
Durch den westlich des Beluliks gelegenen Teil Hutseos führt Osttimors südliche Küstenstraße vorbei an mehreren kleinen Siedlungen nach Norden weg vom Meer, um weiter nördlich über eine Brücke wieder nach Osten zu schwenken, hin nach Hato-Udo, dem Hauptort des gleichnamigen Verwaltungsamtes. In Hutseo selbst fehlt eine Brücke über den Belulik. Vom Siedlungszentrum Hato-Udo führt nach Süden eine kleine Straße, an der sich die Häuser der Siedlung Hutseo (Hutseo 1) über etwa zwei Kilometer aufreihen. Etwas weiter liegt das Dorf Hutseo 2 und nah der Küste weit verstreut befinden sich die Häuser des Dorfes Bonuc.
In Bonuc stehen eine Grundschule, eine Gesundheitsstation und eine Kapelle, die zu den Assemblies of God gehört. Auch im Dorf Hutseo 2 gibt es eine Grundschule.

## Politik
2023 wurde Tomas Salvador zum Chefe de Aldeia gewählt.